# William George Beers
William George Beers, né le 5 mai 1843 à Montréal et mort le 26 décembre 1900 dans cette même ville, est un dentiste, rédacteur et athlète canadien. Il est aussi connu pour avoir mis un standard pour les règles de la crosse.

## Biographie
Le docteur Beers était connu principalement dans les cercles dentaires au Canada, et en 1892, il fut nommé le premier doyen la nouvelle école dentaire Canadienne; le Collège de médecine dentaire de la province de Québec.

### La crosse
Beers fut introduit à la crosse à l'âge de six ans, et resta impliqué toute sa vie. Il suivait avec grande passion les matchs des amérindiens de la région de Montréal. Il n'aimait cependant pas la façon violente dont le jeu se déroulait, et décida que le jeu devait être amélioré. En 1860, il était le gardien de but de l'équipe montréalaise lors du match présenté devant le prince de Galles durant sa visite au Canada. À la même époque, il publia un standard de règles pour ce jeu qui sont encore en vigueur à présent. La publication précise entre autres le nombre de joueurs et les dimensions du terrain. Beers entreprend de promouvoir le jeu pendant toute sa vie, et en 1867 essaie de convaincre le gouvernement du Canada de le nommer sport national. Cette distinction ne vient qu'en 1994. Grâce à ses actions, l'Association Nationale de Crosse Canadienne (National Lacrosse Association) fut formée en 1867 et il est nommé secrétaire.

### Dentiste
À l'époque, il n'existait pas de formation professionnelle pour les dentistes, Beers apprend le métier par stage d'apprentissage chez le dentiste Charles M. Dickinson. Beers était parmi les premiers qui ont demandé que le métier de dentiste soit reconnu officiellement ainsi que la formation d'écoles pour ce métier. Pendant sa carrière, il toucha à pratiquement tous les aspects de la dentisterie. En 1868, il est nommé premier secrétaire de l’Association dentaire de la province de Québec. Le Collège de médecine dentaire de la province de Québec ouvre ses portes en 1892 et Beers en est le premier doyen.

### Rédacteur
En 1869, Beers lança lui-même le Canada Journal of Dental Science (Journal Canadien de la science dentaire) à Montréal, mais sans beaucoup de succès. L'année suivante, il déménage temporairement le journal à Hamilton et le Dr Curtis Chittenden, cofondateur de l’Association dentaire de l’Ontario, devient rédacteur adjoint. De retour à Montréal, le journal publie une édition à chaque mois jusqu'en 1871 et quelques dernières éditions supplémentaires jusqu'en 1879. En janvier 1889, il lance cette fois le Dominion Dental Journal qui restera le journal principal dentaire au Canada jusqu'en 1935 lors de son intégration au sein du Journal de l’Association dentaire canadienne.

### Mort
William George Beers meurt le 26 décembre 1900 d'une crise cardiaque. Il laissa à la Royal College of Dental Surgeons of Ontario (Collège Royal des Chirurgiens Dentaires de l'Ontario) sa bibliothèque personnelle sur l'art dentaire, une collection d’environ 400 volumes.